# Ставропольський державний університет
Ставропольський державний університет (рос. Ставропольский государственный университет) — класичний заклад вищої освіти в російському Ставрополі, який існував з 1930 по 2012 роки.
Колишній член Асоціації класичних університетів Росії.

## Історія
Як університет класичного типу Ставропольський державний університет працював з 1996 року. Створений згідно з постановою Уряду Російської Федерації № 189 від 28 лютого 1996 року на базі Ставропольського державного педагогічного університету та філії Московської державної юридичної академії, наступником яких і є.
6 грудня 1930 року відповідно до постанови Раднаркому і Наркомпросу РРФСР був створений Ставропольський агропедагогічний інститут. У 1932 році інститут був перейменований в Ставропольський державний педагогічний інститут, а в 1940 році до нього приєднаний Ставропольський учительський інститут іноземних мов. У роки німецько-радянської війни з серпня 1942 року не працював. Його повноцінна освітня діяльність відновлена з січня 1943 року.
У 1958 році рішенням Міністерства вищої освіти СРСР Ставропольський державний педагогічний інститут став вузом першої категорії. У 1980 році інститут нагороджений орденом Дружби народів.
У 1993 році інститут перетворений у Ставропольський державний педагогічний університет, а в 1996 році на його базі та філії Московської державної юридичної академії був створений Ставропольський державний університет.
У 2012 році університет ліквідований шляхом включення до складу Північно-Кавказького федерального університету.

## Структура
До складу університету входило 11 навчальних факультетів, факультет підвищення кваліфікації і професійної перепідготовки управлінських кадрів освіти і 82 кафедри, а також 4 базові кафедри при Південному науковому центрі РАН, 2 — при Спеціальній астрофізичній обсерваторії РАН, 1 — при Інституті проблем нафти і газу РАН та 1 — при Північно-Кавказькому науковому центрі Інституту проблем регіональної економіки РАН. В університеті навчалося понад 20 тисяч студентів та здобувачів за 50 спеціальностями вищої професійної освіти на очному та заочному відділеннях, в магістратурі, на екстернаті, за 65 спеціальностями — в аспірантурі і 15 — в докторантурі. У складі університету 4 філії (міста Будьонновськ, Георгієвськ, Світлоград, Ізобільний) та 4 представництва (міста Черкеськ, Еліста, Кисловодськ, Мінеральні Води).

### Факультети і відділення
- Факультет романо-германських мов
- Медико-біолого-хімічний факультет
- Географічний факультет
- Історичний факультет
- Факультет мистецтв
- Факультет психології
- Факультет фізичної культури
- Факультет філології та журналістики
- Фізико-математичний факультет
- Економічний факультет
- Юридичний факультет
- Факультет підвищення кваліфікації
- Підготовче відділення
- Перекладацьке відділення